# Charbonnages d'Eisden
Le Charbonnage d'Eisden est l'un sept charbonnages du bassin minier de Campine.

## Histoire

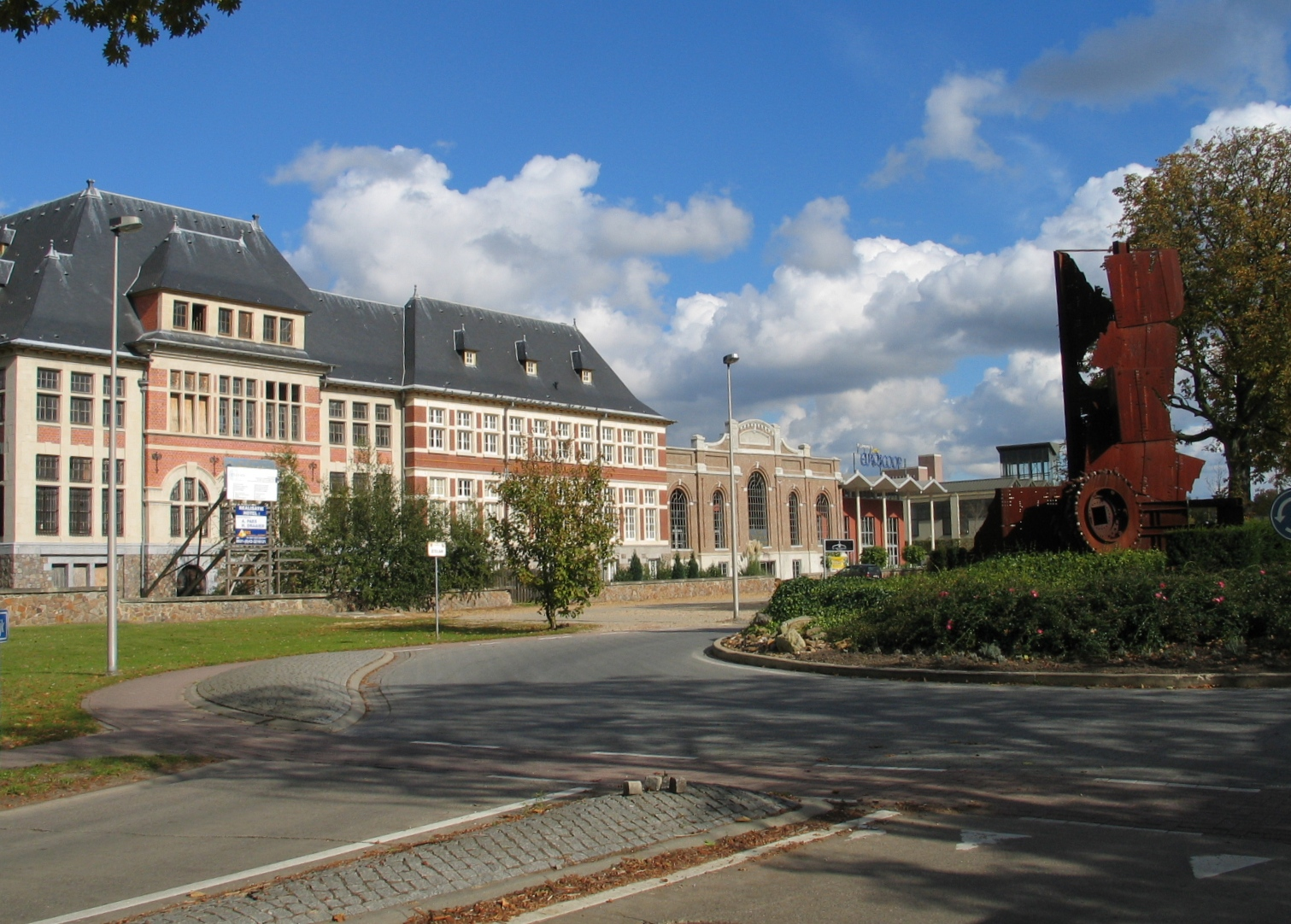
Les bâtiments restaurés.

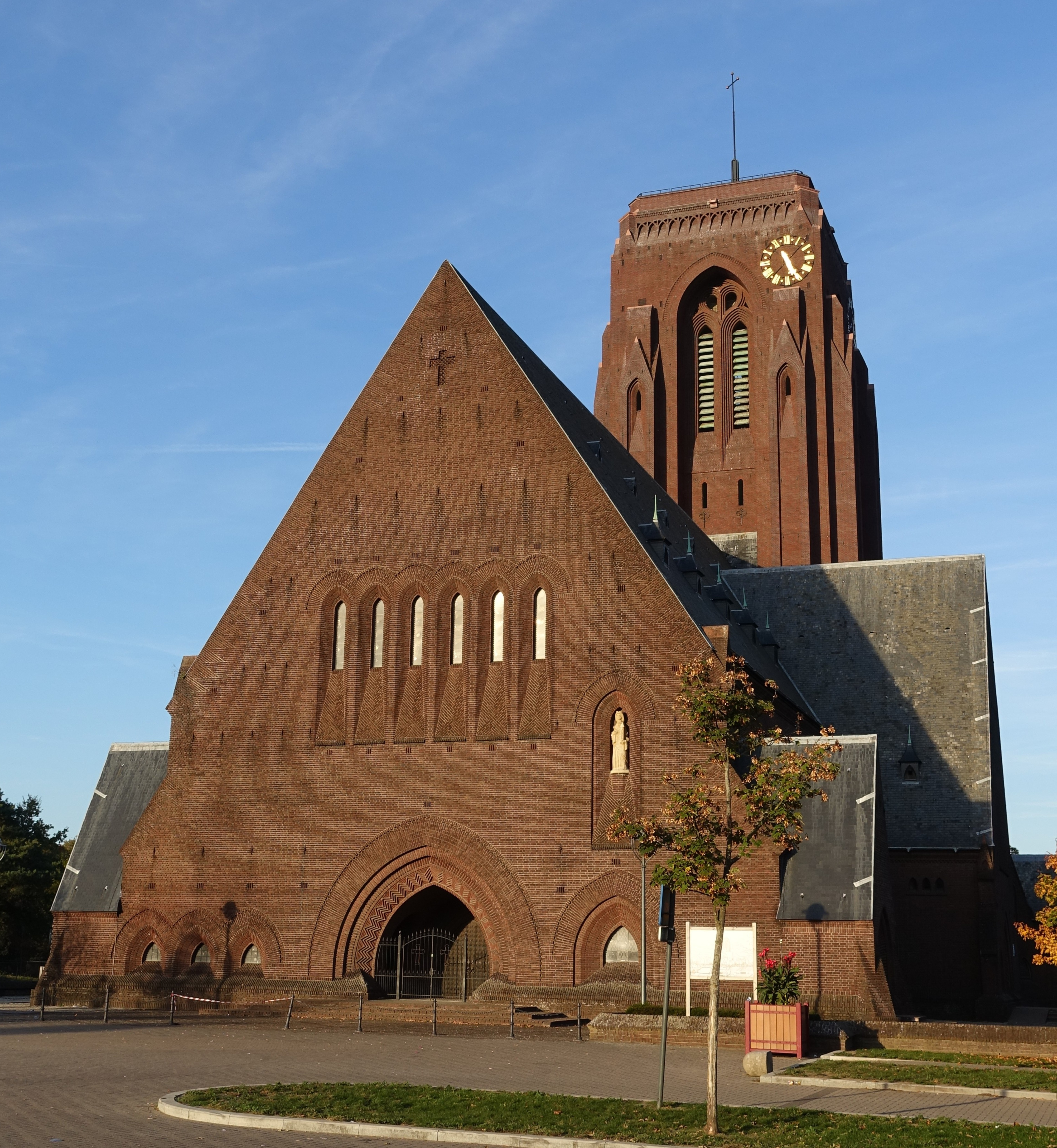
L'église Sainte-Barbe.

En 1901, un géologue découvre l'existence du charbon campinois et plusieurs concessions seront accordées. Celles-ci seront réunies le 22 juin 1907 sous l’appellation Charbonnages de Limoge-Meuse SA par un acte passé devant les notaires Albert Poelaert et Ernest Beeckman, publié au Moniteur belge les 12 et 13 juillet 1907, acte 4182. Le siège social est établi à Bruxelles au 43 chaussée de Charleroi.
L’exploitation du charbon a commencé juste avant la Première Guerre mondiale dans la lande et la forêt d'Eisden lorsque le Charbonnage Limbourg-Meuse a commencé à produire en 1923. La concession Sainte-Barbe, d'une superficie de 2 170 hectares, a été accordée le 29 novembre 1906. Le 20 mai 1919, elle fusionne avec les concessions Guillaume Lambert faisant 2 740 hectares, plus tard étendue à 5 408 hectares.
La société minière avait aussi une cité minière construite pour les travailleurs et leurs familles. Elle s'inspirait de la cité-jardin, un concept d'urbanisme très répandu en Angleterre au XIXe siècle. Le quartier est divisé hiérarchiquement avec les habitations du directeur, des ingénieurs puis celles des ouvriers.
En 1922, la reine Élisabeth en Bavière visite les mines d'Eisden. Dès lors, la principale avenue est appelée "reine Élisabeth", au long de laquelle un parc est aménagé avec une statue grandeur nature de la reine. Entre 1923 et 1936, plusieurs écoles pour garçons et filles sont construites ainsi qu'un monastère et un casino. Entre 1946-1949 la compagnie construit une cité-jardin supplémentaire à Vucht et quelques années plus tard, une autre à Mechelen-aan-de-Maas (en français : Malines-sur-Meuse). Elle fait aussi construire une mosquée et une église pour les immigrants polonais et slovènes ainsi qu’une caserne pour les Grecs et Italiens.
En 1936, a été solennellement inaugurée à Eisden-Tuinwijk la cathédrale dédiée à sainte Barbe, patronne des mineurs. La cité-jardin est devenue le berceau d'une société multiculturelle avec des gens de l'Europe centrale et orientale, et après la Seconde Guerre mondiale s'ajouteront des immigrés venant du pourtour de la Méditerranée. 
Le 8 mars 1984, un coup de grisou tue sept mineurs.
Quelque temps après la fermeture de la mine en 1987, des visites de galeries souterraines sont organisées. Les enfants et les personnes âgées ne sont pas admis. Les visiteurs parcourent plus d'un kilomètre à travers les galeries de pierre et des piliers. Après la fermeture, les puits de mine sont remblayés et fermés d'une dalle en béton. Les galeries sont effondrées et inondées par les eaux souterraines, ainsi la mine n'est plus accessible.
Les étages exploités sont les niveaux 600, 700, et 780 mètres ainsi qu'une petite couche à 900 mètres qui était accessible grâce à des plans inclinés. En 1955, le niveau maximum d'emplois est atteint avec 7 340 mineurs.
La production totale s'élève à 73 191 000 tonnes. Deux ans plus tard l'année record fournit une production de 1 883 420 tonnes.

## Seconde Guerre mondiale
La société des charbonnages est contrainte de produire pour l’occupant. Sans compter d’innombrables « disparitions » de wagons de charbon, la société  a subi, pour l’ensemble de ses filiales, des dégâts de guerre pour un montant total de près de 13 millions de francs de l’époque dus à des bombardements, sabotages de la résistance, pillages… Le charbonnage d’Eisden-mines a notamment subi les bombardements du 10 mai 1940, le sabotage de la résistance de son bâtiment industriel contenant les compresseurs durant la nuit du 3 au 4 octobre 1942, ainsi que des bombardements et actions de l’armée britannique entre juillet 1944 et avril 1945. 

## Premier conseil d'administration
Charles de La Brassine, Léon Demaret, le chevalier Moreau de Bellaing, Henri Van der Harten, Mathieu Goudchaux, Emile Tournay-Solvay, Léon Vogt, Abel Boissart, Raymond Van Eetvelde.

## Vestiges
Au début du XXIe siècle, subsistent quelques bâtiments, tous reconvertis, ainsi que deux chevalements. Un musée de la mine a ouvert en 1995.

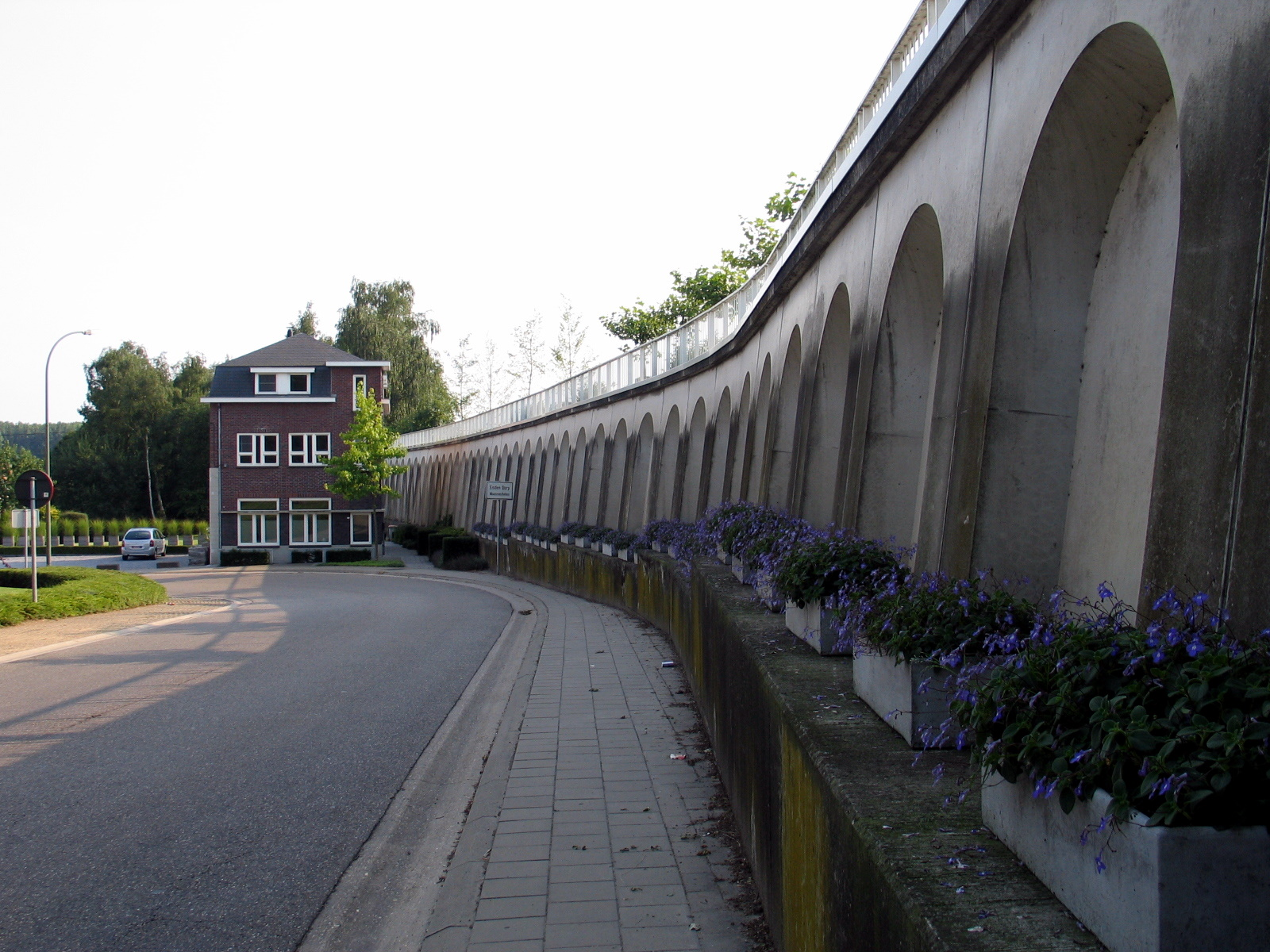
Illustration de l'affaissement du sol dans Eisden à la suite de l'extraction du charbon. La maison était autrefois au même niveau que le garde-corps.
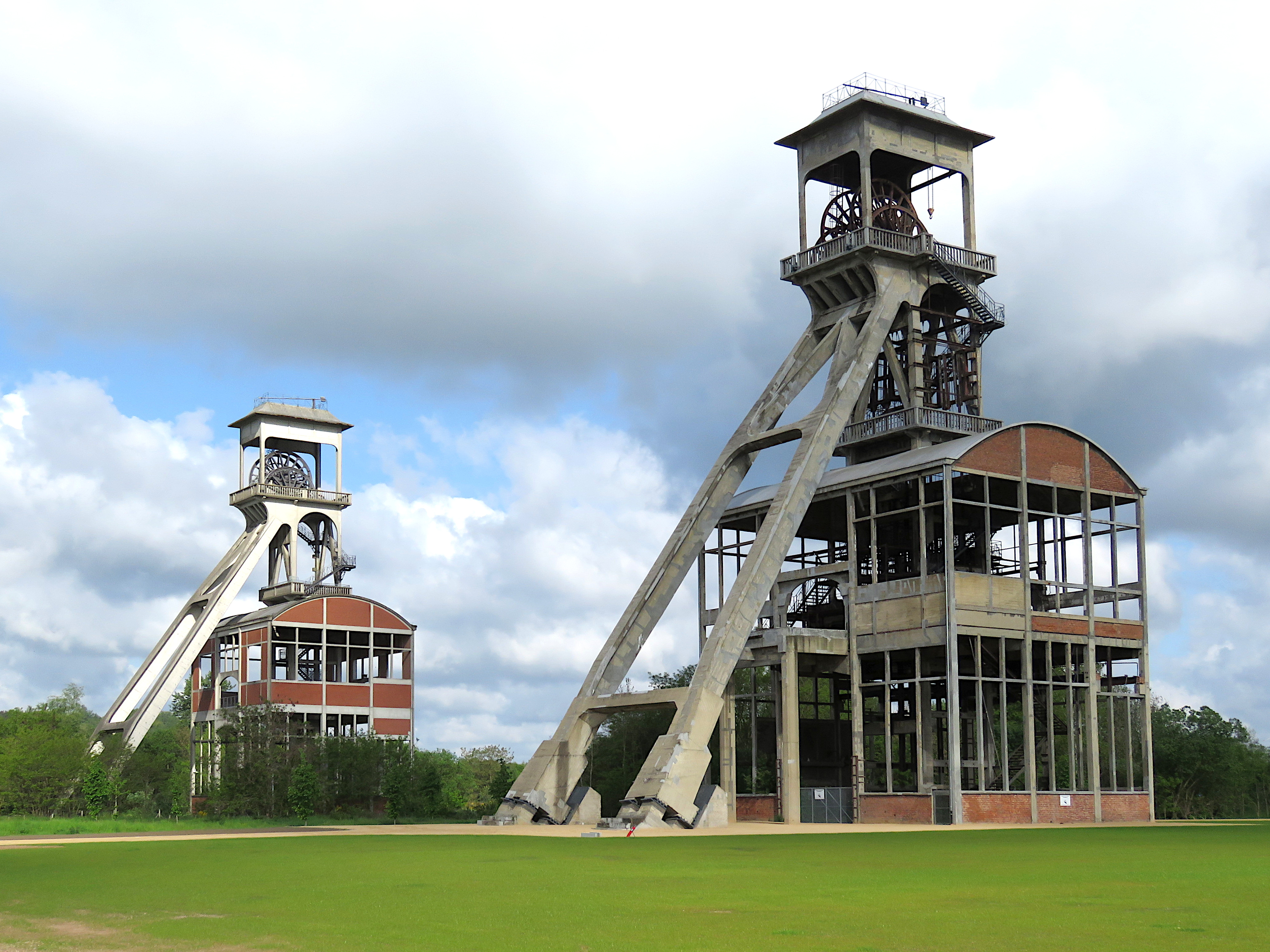
Les deux chevalements.